# Голямо-Враново
Голямо-Враново (болг. Голямо Враново) — село в Болгарии. Находится в Русенской области, входит в общину Сливо-Поле. Население составляет 1747 человек.

## Политическая ситуация
В местном кметстве Голямо-Враново, в состав которого входит Голямо-Враново, должность кмета (старосты) исполняет Димитр Йорданов Димитров (коалиция в составе 5 партий: Национальное движение «Симеон Второй» (НДСВ), Болгарская социал-демократия (БСД), ВМРО — Болгарское национальное движение, Движение за социальный гуманизм (ДСХ), Болгарская социалистическая партия (БСП)) по результатам выборов.
Кмет (мэр) общины Сливо-Поле — Георги Стефанов Големански (коалиция партий:  Болгарская социалистическая партия, Национальное движение «Симеон Второй», Движение за социальный гуманизм, ВМРО — Болгарское национальное движение, «Болгарская социал-демократия») по результатам выборов.